# NGC 6628
إن جي سي 6628 التي يرمز لها بالرمز NGC 6628، هي مجرة، في كوكبة الجاثي.

## الاكتشاف
اكتشفت في 6 يونيو 1864، بواسطة ألبرت مارث.